# André Henriques
André Henriques (Lisbona, 1980) è un cantante portoghese, frontman del gruppo rock Linda Martini.

## Biografia
André Henriques è salito alla ribalta come voce e chitarra del gruppo rock Linda Martini, con cui dal 2003 ha pubblicato sei album, di cui cinque si sono piazzati fra le prime cinque posizioni della classifica di vendite portoghese.
Nel 2019, parallelamente alle attività con la band, ha intrapreso il suo primo progetto come solista, che ha portato alla pubblicazione dell'album Cajarana nel marzo del 2020. Il disco ha raggiunto la 4ª posizione della classifica portoghese ed è stato promosso attraverso una tournée nazionale.
André Henriques è stato invitato dall'emittente radiotelevisiva nazionale RTP come autore di uno dei brani in gara del Festival da Canção 2023.

## Discografia

### Album in studio
- 2020 – Cajarana

### Singoli
- 2019 – Terra de ninguém (con Cristina Branco e Luís Figueiredo)
- 2019 – E de repente
- 2020 – Uma casa na praia
- 2020 – As melhores canções de amor